# Ophiura kofoidi
Ophiura kofoidi är en ormstjärneart som beskrevs av McClendon 1909. Ophiura kofoidi ingår i släktet Ophiura och familjen fransormstjärnor. Inga underarter finns listade i Catalogue of Life.